# Khabar Arkhī
Khabar Arkhī (persiska: خبر ارخی, پِيكان) är en ort i Iran.   Den ligger i provinsen Hamadan, i den nordvästra delen av landet, 290 km väster om huvudstaden Teheran. Khabar Arkhī ligger 1 899 meter över havet och antalet invånare är 949.
Terrängen runt Khabar Arkhī är lite kuperad.Runt Khabar Arkhī är det ganska tätbefolkat, med 75 invånare per kvadratkilometer. Khabar Arkhī är det största samhället i trakten. Trakten runt Khabar Arkhī består i huvudsak av gräsmarker.